# تونس في الألعاب المتوسطية 1979
شاركت تونس في الألعاب المتوسطية 1979 في سبليت وفازت بذهبية, ميداليتين فضيتين و 9 ميداليات برونزية.